# Karmeliterkloster Rottenburg
Koordinaten: 48° 28′ 32,7″ N, 8° 56′ 1,1″ O

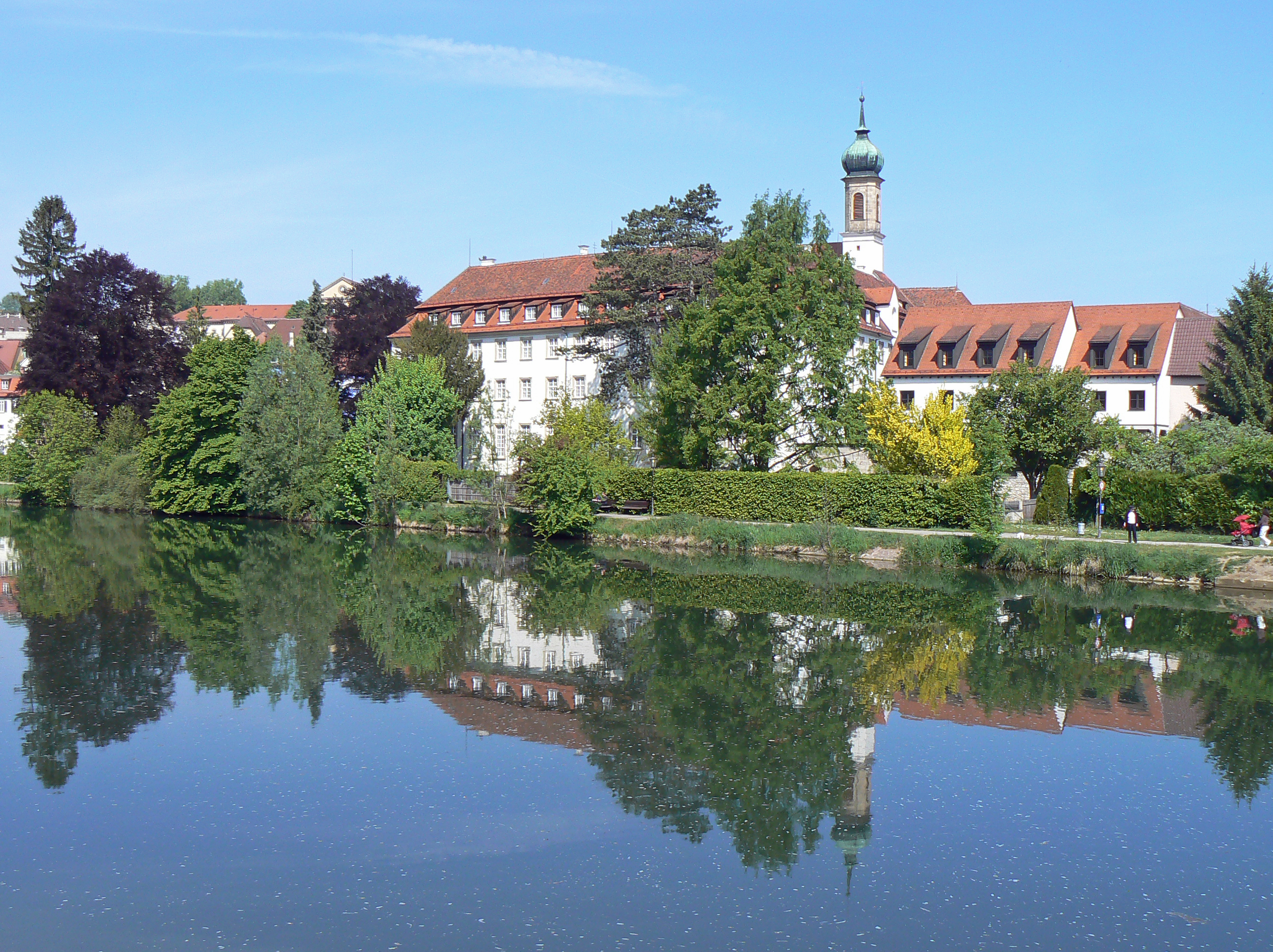
Neckarfront des Karmeliterklosters

Das Karmeliterkloster in Rottenburg am Neckar ist ein Barockbau aus dem 17. Jahrhundert, der heute das Priesterseminar, das Diözesanmuseum sowie die Diözesanbibliothek des Bistums Rottenburg-Stuttgart beherbergt.

## Geschichte

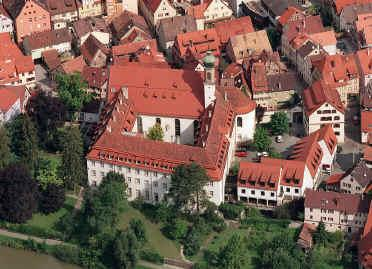
Ehemaliges Karmeliterkloster und heutiges Johann-Baptist-Hirscherhaus in Rottenburg

Graf Albert II. von. Hohenberg schenkte 1276 dem Bettelorden der Karmeliter einen Platz am Neckarufer zum Bau eines Klosters. An dieser Stelle wird die Wasserburg der Herren von Rotenburg vermutet, die vor den Grafen von Hohenberg die Herrschaft in der Region ausübten. 1281 wurde der Grundstein für den Bau des Klosters gelegt. Der Konstanzer Bischof bestätigte 1292 die Gründung, die im selben Jahr, am Tag der heiligsten Dreifaltigkeit, geweiht wurde. In der 2. Hälfte des 15. Jahrhunderts wurde das Kloster neu errichtet, nachdem der erste Bau baufällig geworden war.
Seit 1534 war das Kloster ein Schwerpunkt der Reformationsbestrebungen in Rottenburg. Drei Jahre später bestand der Konvent, der gegen Ende des 14. Jh. 20 Mönche umfasst hatte, neben dem Prior nur noch aus zwei Mönchen. Die vollständige Auflösung des Klosters konnte nur durch energisches Eingreifen des Provinzials P. Andreas Stoß, einem Sohn des Bildhauers Veit Stoß, verhindert werden. Am Ende des 16. Jahrhunderts hatte sich das Kloster mit 20 Mönchen wieder erholt. Gegen starken Widerstand im Konvent nahm man 1651 die strengere Fassung der Ordensregel an. Bei den Stadtbränden 1644 und 1735 verbrannten mit der gesamten Klosteranlage auch das Archiv und die Bibliothek und mussten danach jeweils neu aufgebaut werden. In der Aufklärungszeit verkleinerte sich der Konvent: 1783 waren es nur noch acht, 1792 nur noch sechs Priestermönche.
Nach der württembergischen Besitzergreifung Rottenburgs erfolgte 1806 die Aufhebung des Klosters. Die Mönche wurden teils als Weltgeistliche weiterverwendet, teils pensioniert. Der Klosterbesitz wurde verkauft bzw. verpachtet. Die Klostergebäude wurden zuerst als Kaserne genutzt. Seit 1817 befindet sich in den Gebäuden das Priesterseminar der Diözese Rottenburg-Stuttgart. Der Chor der seinerzeit vollständig ausgeräumten Kirche dient als Hauskapelle. Im umgebauten Schiff waren zuerst Wohnungen für Kleriker untergebracht; seit der ersten Hälfte des 20. Jh. war es Standort kirchlicher Dienststellen und der Diözesanbibliothek. Nach grundlegendem Umbau ab 1991 sind im Langhaus seit 1996 Diözesanmuseum und -bibliothek untergebracht.

## Architektur und Ausstattung
Ab 1281 wurde das Kloster direkt am Neckar errichtet. 1475/77 erfolgte unter der Leitung von Meister Hans Schwarzacher, dem Erbauer des Rottenburger Domturms, der Neubau zu einer gotischen Vierflügelanlage. Nach den verheerenden Stadtbränden von 1644 und 1735 wurden Kirche und Kloster 1747 neu geweiht. Die Pläne für diesen noch bestehenden Neubau stammten vom hohenzollerischen Bauinspektor Hermann Schopf aus Hechingen. An der Ausstattung waren u. a. der Bildhauer und Stuckateur Josef Anton Feuchtmayer aus Mimmenhausen, der Karmeliterbruder Modestus ebenfalls als Bildhauer und Kunstschreiner sowie die Maler Josef Adam Mölk aus Wien und der fürstbischöfliche Hofmaler Franz Sebald Unterberger aus Brixen beteiligt.
Von der überaus reichen Kirchenausstattung blieb bis heute nur ein Beichtstuhl außerhalb Rottenburgs in der Pfarrkirche St. Peter und Paul in Obernau erhalten, im Priesterseminar befinden sich einige gute Kunstschreiner- und Stuckateurarbeiten, z. B. im Speisesaal.
Heute wird das Gebäude als Priesterseminar genutzt. Die 1806 profanierte Kirche nahm nach einem grundlegenden Umbau das Diözesanmuseum und die Diözesanbibliothek auf. Der ehemalige Chor der Kirche wird als Hauskapelle des Priesterseminars genutzt.

### Diözesanmuseum
Das Diözesanmuseum wurde 1862 gegründet und besitzt eine umfassende Sammlung geistlicher Plastiken und Tafelbilder des 13. bis 18. Jahrhunderts. Die Malerei des 15. und 16. Jahrhunderts bildet dabei einen besonderen Schwerpunkt. Die Kunstwerke stammen zum größten Teil aus dem südwestdeutschen Raum. In der Schatzkammer ist unter anderem eine der umfangreichsten Sammlungen von Reliquiengläsern mit Beispielen vom 2. bis zum 19. Jahrhundert untergebracht. Leiter des Museums war von 1992 bis zum 1. April 2013 Wolfgang Urban. Seit seinem Ausscheiden wird es von der Kunsthistorikerin Melanie Prange geleitet.

### Diözesanbibliothek
Die Diözesanbibliothek wurde 1916 als wissenschaftliche Spezialbibliothek gegründet und umfasst 150.000 Bände, die für jedermann nutzbar ist. Darunter finden sich 116 Inkunabeln und 30.000 Titel, die vor 1800 erschienen sind. Auch Teile der Klosterbibliothek blieben hier erhalten. Darüber hinaus betreut die Bibliothek die Bestände der Landkapitelsbibliotheken in den Dekanaten des Bistums mit weiteren 150.000 Bänden.
siehe auch: Priesterseminar Rottenburg